# Аллан Нільсен
Аллан Нільсен (дан. Allan Nielsen, нар. 13 березня 1971, Есб'єрг) — данський футболіст, що грав на позиції півзахисника. По завершенні ігрової кар'єри — футбольний тренер.
Виступав, зокрема, за клуби «Баварія», «Тоттенгем Готспур» та «Вотфорд», а також національну збірну Данії.
Володар Кубка Данії. Чемпіон Данії. Володар Кубка англійської ліги.

## Клубна кар'єра
Аллан Нільсен народився в місті Есб'єрг, Данія. Так і не зігравши жодного матчу на професіональному рівні на батьківщині, у 18-річному віці переїхав до мюнхенської «Баварії» з німецької Бундесліги. У дорослому футболі дебютував у травні 1991 року на останні 6 хвилин переможного для «Баварії» матчу (7:3) проти берлінської «Герти». Це був єдиний матч Аллана у футболці мюнхенського клубу. Влітку 1991 року він покинув клуб. В червні 1991 року Нільсен ініціював підписання 3-річного контракту зі «Сьйоном», але так і не зіграв жодного поєдинку за цей клуб. Тому він швидко повернувся в Данію, щоб виступати в клубі Суперліги Данії «Оденсе», в складі якого дебютував у вересні 1991 року.
В Оденсе він був одним з гравців, які в 1993 році стали переможцями Кубку Данії, після чого був придбаний їх принциповим суперником по національному чемпіонату, «Копенгагеном». У складі свого нового клубу Аллан відіграв лише один сезон, в якому виводив своїх партнерів по команді з капітанською пов'язкою, але в 1995 році перейшов до складу принципового суперника копенгагенського клубу, «Брондбю». Під час одного року перебування в команді Нілльсен став переможцем данського чемпіонату в сезоні 1995/96 років та був удостоєний звання Найкращий гравець року в Данії (1995).
Після завершення Євро 1996 «Брондбю» отримав трансферну пропозицію в розмірі 1,65 мільйонів фунтів від представника англійської Прем'єр-ліги «Тоттенгем Готспур». Датчани погодилися на цю пропозицію. У складі англійського клубу зіграв понад 100 матчів у чемпіонаті, був ключовим гравцем команди, коли «Тотенгем» в 1999 році виграв Кубок ліги. На останніх хвилинах матчу він забив обвідним ударом у ворота «Лестер Сіті», завдяки чому приніс мінімальну перемогу «Тотенгему» та титул переможця Кубку ліги. Крім того сам Аллан Нільсен був удостоєний звання «Гравець матчу». Після конфлікту з головним тренером «Тотенгему» Джорджем Гремом, Нільсен залишив чемпіонат в березні 2000 року, де дограв свій контракт у тримісячній оренді з клубу Першого дивізіон у Футбольної ліги «Вулвергемптон Вондерерз».
Після Євро 2000, в липні 2000 року перейшов до клубу Першого англійського дивізіону «Вотфорд». Головний тренер «Вотфорду» Грегем Тейлор ініціював перехід Аллана за рекордні для клубу 2,5 мільйони £. Після трьох сезонів у команді, в 2003 році повернувся в Данію, де підписав контракт з клубу Данської Суперліги «Герфельге» ролі гравця/помічника головного тренера. Після провальної першої частини сезону 2003/04 років головний тренер «Герфельге» Джонні Петерсен був звільнений, а Нільсен став граючим головним тренером клубу, при цьому асистентом головного тренера став земляк Аллана з Есб'єрга Мікаель Шенберг. Команді все ж вдалося завершити чемпіонат над самісінькою зоною вильоту в турнірній таблиці та зберегти місце в еліті данського футболу на наступний сезон.

## Виступи за збірну
Ріхард Меллер-Нільсен вперше викликав Аллана Нільсена до національної збірної Данії. 16 серпня 1995 року він дебютував у матчі проти збірної Вірменії. Він вийшов на заміну в тому матчі й вже через 45 секунд після свого виходу забив м'я у ворота вірменської збірної встановивши рахунок 2:0 на користь Данії. Також він викликався до збірної Данії для участі в Євро 1996, яке проходило в Англії; Аллан взяв участь лише в одному матчі своєї збірної, в якому забив один з м'ячів у ворота збірної Туреччини, збірна Данії перемогла з рахунком 3:0.
Під час свого перебування в «Тотенгемі» він викликався до національної збірної Данії для участі в Євро 1998 у Франції. На цьому Євро провів 5 матчів та забив 1 м'яч у ворота збірної ПАР, також провів 2 матчі на Європо 2000 у Бельгії та Нідерландах.
Протягом кар'єри у національній команді, яка тривала 8 років, провів у формі головної команди країни 44 матчі та відзначився 7-ма голами.

## Кар'єра тренера
З початком сезону 2004/05 років вирішив зосередитися виключно на тренерській роботі, тому завершив кар'єру гравця, але його робота на тренерському містку «Герфельге» виявилася безуспішною. За підсумками сезону команда вилетіла з Суперліги, а сам Нільсен подав у відставку.
Зараз працює тренером в Спортивному Коледжі Виборгу.

## Титули і досягнення

### Командні
«Оденсе»
- Кубок Данії
  -  Володар (1): 1992-93

«Брондбю»
- Чемпіонат Данії:
  -  Чемпіон (1): 1995-96

«Тоттенгем Готспур»
- Кубок Футбольної ліги:
  -  Володар (1): 1998-99

### Особисті
- Найкращий данський футболіст року
  -  Чемпіон (1): 1996

## Голи за збірну
Рахунок та результат збірної Данії у таблиці подано першим
| # | Дата           | Місце             | Суперник  | Рахунок | Результат | Змагання                  |
| - | -------------- | ----------------- | --------- | ------- | --------- | ------------------------- |
| 1 | 16 серпня 1995 | Єреван, Вірменія  | Вірменія  | 2–0     | 2–0       | кваліфікація до Євро 1996 |
| 2 | 19 червня 1996 | Шеффілд, Англія   | Туреччина | 2–0     | 3–0       | Євро 1996                 |
| 3 | 1 вересня 1996 | Любляна, Словенія | Словенія  | 1–0     | 2–0       | Кваліфікація до ЧС 1998   |
| 4 | 30 квітня 1997 | Копенгаген, Данія | Словенія  | 1–0     | 4–0       | Кваліфікація до ЧС 1998   |
| 5 | 30 квітня 1997 | Копенгаген, Данія | Словенія  | 4–0     | 4–0       | Кваліфікація до ЧС 1998   |
| 6 | 18 червня 1998 | Тулуза, Франція   | ПАР       | 1–0     | 1–1       | 1ЧС 1998                  |
| 7 | 4 вересня 1999 | Копенгаген, Данія | Швейцарія | 1–0     | 2–1       | Кваліфікація до Євро 2000 |